# 箬横镇
箬横镇地处温岭东南沿海，区域面积115平方公里，有耕地面积89086亩。辖108个行政村、6个居委会，常住人口142930人。2008年开始，镇政府不再驻驻团浦南路169号，已乔迁至新址——横滨大道南段。

## 箬横的由来
箬横以桥为名，古名：团浦。明嘉靖《太平县志》载：“箬横桥，在盘马司西。”“团浦，在六都，入郡邑槽运所经之处。”箬横桥，沈明仁《平倭纪略》作聂王桥，地名无正字，随意书之。”民国19年(1930)聂王桥重修时，发现一块条石，上刻“聂王桥”三字，沈明仁所记属实。箬横之名另一传说：戚继光平倭寇时，沿运粮河追倭至此，问幕僚地名，幕僚不知，瞥见一片大箬叶横于桥墩一侧，随意答“箬横”，戚继光即在军事地图上记下。箬横以此名。

## 村居
芦浦镇下辖以下村级行政区划单位：

### 居民区
繁荣、建设、民主、团结、北新、箬横、解放、埭头、司城、马桥、义民、朝西、浦头、水岸、东浦苑

### 村
常乐、繁荣、翻身、咸田、团结、下金、王家、高园、李桥、中库、长山、湾张、田东、彭林、长塘、希洋、亚湖、岁坊、新建、西浦、花芯、下墩、西墩、三甲、南塘、汇头、东马、红升、新屋、下朱、陈家、红丰、谢家、东红、盘马、娄江、东浦、泥城、山东、西江、下谢、前江、车路、下李、桥下、龙岗、高楼、田后、岸蔡、新基、西陈、上叶、横陈、琅洋、夏程、西楼、下闸、泥屋、庄联、浦岙、东方、严家、旗杆、海城、上轩、下轩、海防、滨海、滨胜、浦北、张家、三房、五房、和平、胜利、贯庄、三星、白水田、西汇头、街龙头、三顶桥、黄岩塘、下山头、前九份、毛山下、五份头、东洋里、乐邦寺、百亩坦、龙王宫、三透里、石牌桥、晋岙里、庙南河、大路毛、汇头林、东桥头。

## 历史
明初于镇东设盘马巡检司，地即为府县槽运所经之处。明代从新河经箬横至松门，疏通运粮河，将黄岩、太平两县的军米运至松门卫及楚门所、隘顽所，备抗倭官兵军粮。清顺治十八年(1661)，因台湾郑成功抗清，清廷认为沿海居民接济义军，派尚书苏纳海到台州，制造无人区。太平县东南边海十里内居民于此时迁入内地。木城外凿护河，即木城河。它是从新河、塘下经箬横镇，合运粮河至松门。在康熙八年(1669)始展复迁弃界外。然田园尚有荒废，至二十二年郑克塽投降，界才全部恢复。以后曾多次疏浚河道。如清同治十年(1871)，疏浚经箬横的诸河道。民国21年(1932)，疏浚运粮河、司城河。民国31年(1942)，疏浚木城河和箬松河等。本世纪30至40年代，运粮河为温岭东部沿海的主要航道，而箬横镇成了它的中间枢纽。当时有20吨的小汽船行驶，从海门经箬横至松门(即海松线)。抗日战争时，海门封锁，另辟路桥经箬横到松门的航线(即路松线)。从新河寺前桥经箬横至松门的航线，在抗日战争前后一直畅通，至今仍是南北水路交通纽带。木城河、运粮河和箬松河通航能力为20吨左右。支流有司城河、翻身河、马桥河、下金河。这些蛛网般的中小河港，沟通了本镇东西、南北，并环抱老城区。在中華人民共和國成立前，箬横没有公路通外地，就是靠这些水路通航的。 

清康熙十二年(1673)，此地为箬横村。乾隆二十八年(1763)，为团浦庄。民国5年(1916)，为箬横镇。20年分设箬横镇、团浦乡。24年并为箬横镇。中華人民共和國成立後于1950年分设箬横镇、镇东乡、太和乡。1956年为箬横镇、镇东乡。1960年并为箬横镇，1992年合并山前乡、白峰乡。2002年合并东浦镇、高龙乡及贯庄乡。

## 社会经济
2007年全镇实现工业总产值101.1亿元，比上年增长16.2%；财政总收入和地方财政收入1.63亿元和6042.4万元，分别增长24.4%和23%；农民人均纯收入8740元，增长18.3%；全社会固定资产投资9.22亿元。

## 著名景点
- 红岩观
- 白峰山

## 境内水库
- 花芯水库

## 学校机构
境内有一所普通高级中学 —— 温岭市箬横中学。该中学是省二级重点中学，空军飞行学员培训基地，省新课程样本学校。在箬横中学校内，矗立着一架退役后的战斗机。